# 吉岡氏
吉岡氏（よしおかし）は、日本の氏族。

## 因幡吉岡氏
因幡国高草郡の国人領主の一族。戦国時代には防己尾城主・吉岡定勝を出した。江戸時代には吉川氏に仕えた。

## 豊後吉岡氏
大友氏から野津氏、そして吉岡氏へと分かれた。野津頼宗を祖とする。
豊後国の鶴崎地方を領し、千歳城、鶴崎城を築き居城とした。吉岡長増の子・鑑興は耳川の戦いで大友軍が島津氏に大敗した際に陣没するも、島津氏が豊後に侵攻し大友氏が滅亡の危機に立たされた際には、鑑興の遺子・統増が大友宗麟を守護し、また未亡人である妙林尼は居城を守って奮戦した。
文禄2年（1593年）大友義統が改易となると、家臣の吉岡氏も没落した。その後は細川氏に仕え熊本藩士として幕末を迎えた。

## 剣豪
室町時代、京八流（陰陽師の鬼一法眼が、源義経らに伝授した兵法）を基に、京都に吉岡流を開き、足利将軍家の剣術師範を務めた。
江戸時代初期、吉岡直綱（拳法）・吉岡直重（伝七郎）は宮本武蔵と対戦し敗れている（吉岡氏方の資料に異説あり）。